# Бёрр, Дороти
 Дороти Бёрр Томпсон (англ. Dorothy Burr Thompson; 19 августа 1900 — 10 мая 2001) — американская археолог-классик и искусствовед. Профессор Брин-Мор-колледжа. Признанный в мире авторитет в области эллинистических терракотовых фигур.

## Биография
Томпсон происходила из видной семьи Филадельфии; её отцом был адвокат Чарлз Генри Бёрр.
В начале своей жизни Томпсон изучала классическую древность, посещая Miss Hill’s School в столице штата Пенсильвания и Латинскую школу в Филадельфии.
Она начала изучать латинский язык в возрасте 9 лет и древний греческий язык в возрасте 12. В возрасте 13, она приняла участие в большой поездке по Европе, посещая музеи и монументы Старого континента. В 1919 году она начала свою учёбу в Брин-Мор-колледже, где училась у Rhys Carpenter и Mary Hamilton Swindler.
Она окончила колледж с summa cum laude — «с наибольшим почётом» в 1923 году, стала первым выпускником по специальности Греческая археология, и была награждена стипендией. Она использовала стипендию, чтобы учиться в Американской школе классических исследований в Афинах (American School of Classical Studies at Athens), работала на раскопках с Блеген, Карл в Флиусе и Hetty Goldman в Эфтресисе.
В 1925 году Томпсон открыла Толос (гробницу), которая оказалась местом захоронения короля и королевы Мидеи (Μιδέα).
Она завершила свою кандидатскую (Ph. D.) в Брин-Мор-колледже в 1931 году. Это повлекло за собой исследование 117 эллинистических терракотовых фигур из Мирины (Μυρίνα) в Музее изящных искусств Бостона.
В следующем году она была назначена первой женщиной сотрудником на раскопках Афинской агоры. Здесь помощником директора полевых работ был канадский археолог Гомер Томпсон, за которого она вышла замуж в 1934 году. Гомер Томпсон принял должность куратора античной коллекции в Королевском музее Онтарио и стал доцентом в области изобразительных искусств в Торонтском университете.
В 1936 году, Бёрр Томпсон обнаружила сад храма Гефеста на Афинской агоре.
В 1946 году её муж возглавил кафедру в Институте перспективных исследований в Принстоне (Нью-Джерси), а Бёрр Томпсон исполняла обязанности директора Королевского музея Онтарио, пока она не переехала в Принстон в следующем году. В Принстоне она продолжала публиковать свои работы и проводить свои исследования.
В 1987 году она была награждена Золотой медалью Археологического института США за выдающиеся исследования.
Дороти Бёрр Томпсон умерла в городке Hightstown, (Нью-Джерси) и похоронена на кладбище West Laurel Hill Cemetery.

## Публикации
- Dissertation: Terra-cottas from Myrina in the Museum of Fine Arts, Boston. Bryn Mawr College, 1931; [issued as book of same title] Vienna: A. Holzhausens Nachfolger, 1934. *and Davidson, Gladys R., and Talcott, Lucy. Small Objects from the Pnyx. 2 vols. Baltimore: American School of Classical Studies at Athens, 1943-56.
- An Ancient Shopping Center: the Athenian Agora. Princeton, NJ: American School of Classical Studies at Athens, 1971.
- and Frantz, Allison. Miniature Sculpture from the Athenian Agora. Princeton, NJ: American School of Classical Studies at Athens, 1959.
- Ptolemaic Oinochoai and Portraits in Faience: Aspects of the Ruler-Cult. Oxford: Clarendon Press, 1973. and Homer Thompson and Susan Rotroff. Hellenistic Pottery and Terracottas. Princeton, NJ: American School of Classical Studies at Athens, 1987.
- «Three Centuries of Hellenistic Terracottas.» Hesperia 31 (1962): 244—262.
- Troy: the Terra-Cotta Figurines of the Hellenistic Period (1963).

## Фотограф
Археолог Дороти Бёрр была фотографом любительницей. В своей работе археолога и поездках на многочисленные археологические площадки Греции, своим фотоаппаратом она запечатлела не только раскопки. Бёрр запечатлела пейзажи Греции, сцены городской и сельской жизни, традиции и ремёсла той эпохи. Свой фотографический архив Бёрр подарила «Американской школе классических исследований в Афинах».
10 мая 2016 года «Американская школа классических исследований в Афинах» открыла в «Лицее гречанок» в Афинах выставку фотографических работ Бёрр, под заголовком «Фотографируя пейзаж. Фотографии 1923—1939 годов, из Архива Американской школы классических исследований в Афинах».